# Kathedrale von Segovia

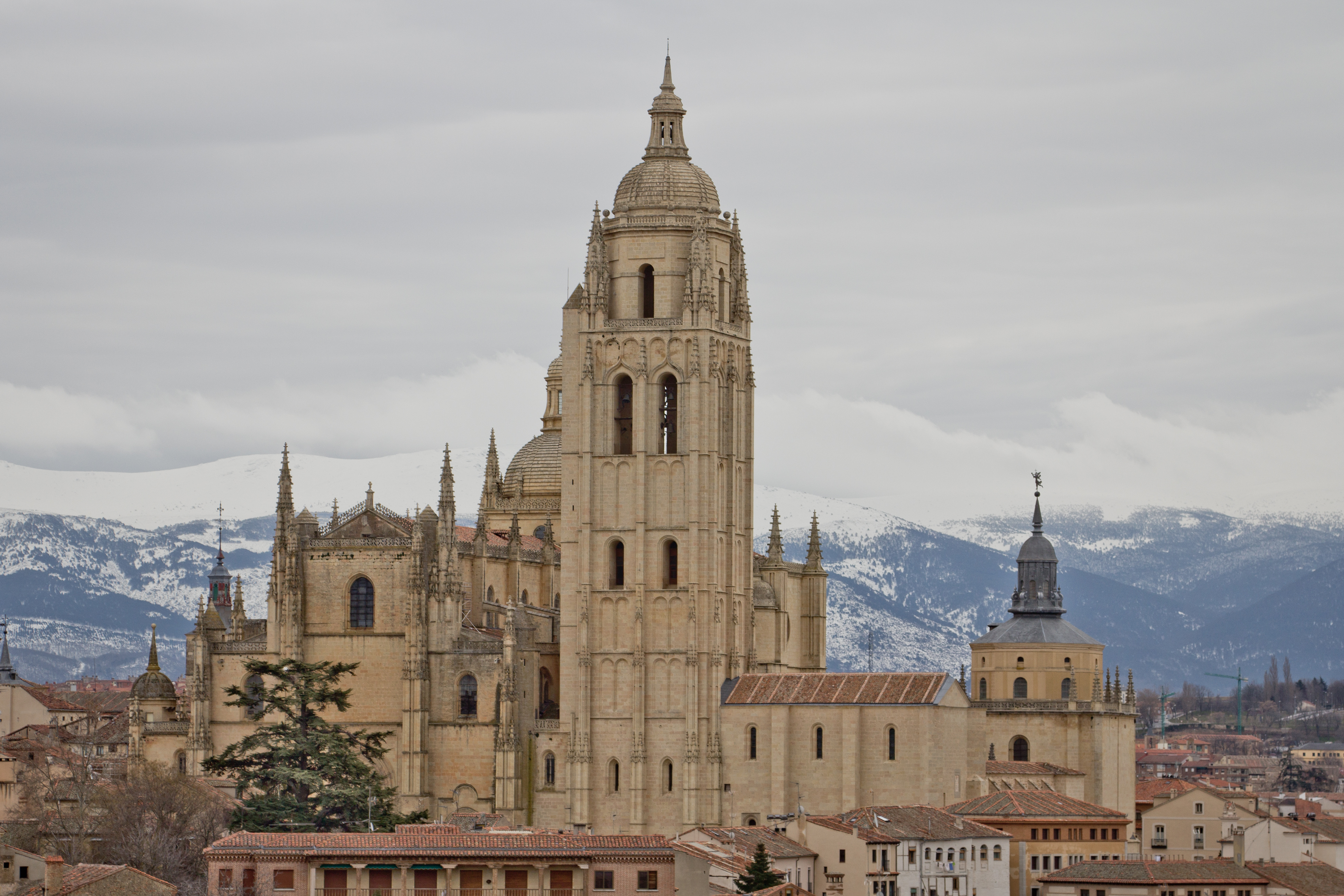
Kathedrale von Segovia im Winter.

Die Kirche Nuestra Señora de la Asunción y de San Frutos ist die Kathedrale des Bistums Segovia, erbaut in der Zeit vom 16. bis zum 18. Jahrhundert im Stile der Gotik mit einigen Renaissance-Elementen. Die Kathedrale ist eine der neuesten gotischen Kathedralen in Spanien und Europa; zur Zeit der maßgeblichen Bauphase in der Zeit von 1525 bis 1577 wurden in Europa bereits maßgeblich Renaissance-Bauten verwirklicht.

## Baugeschichte

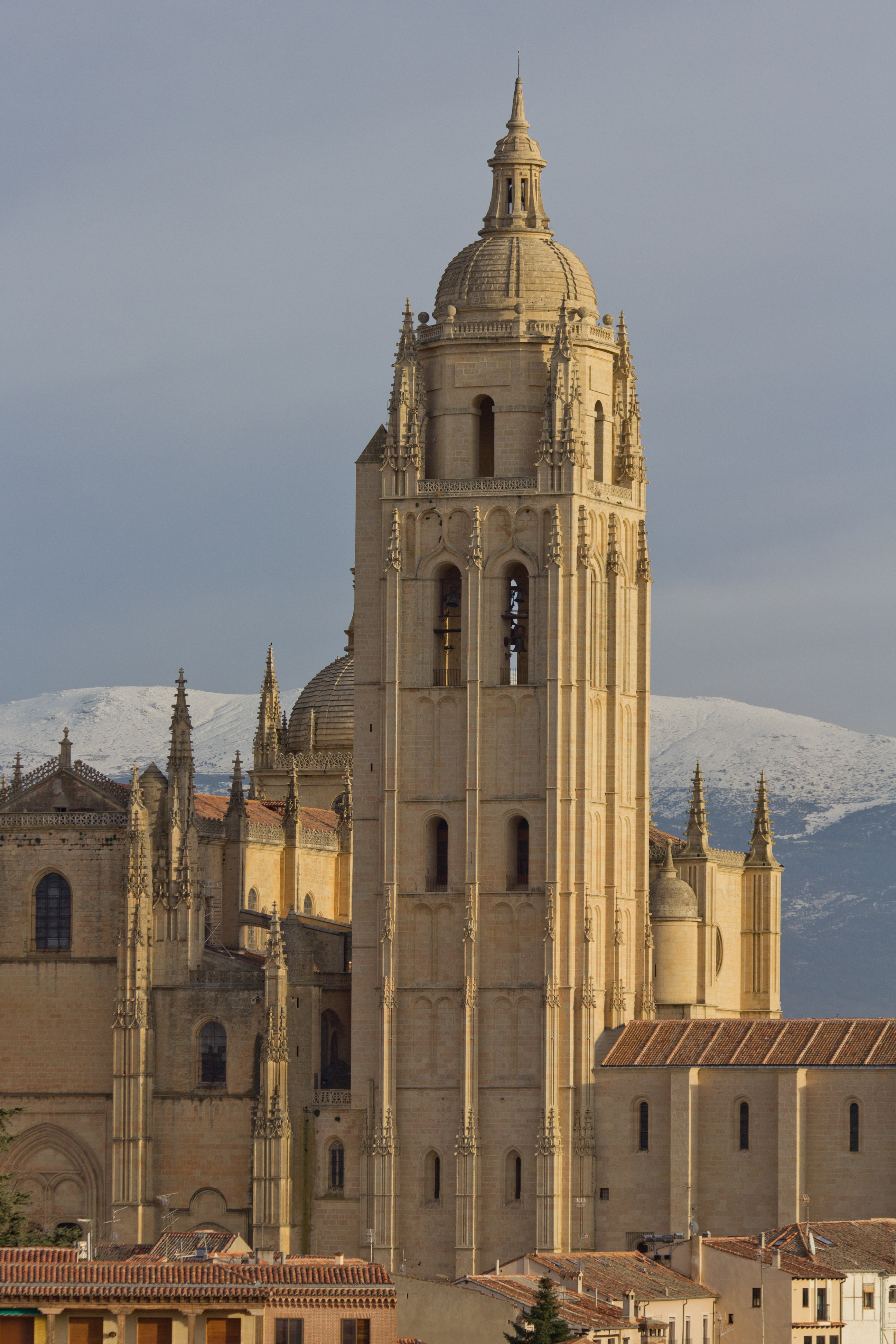
Turm.

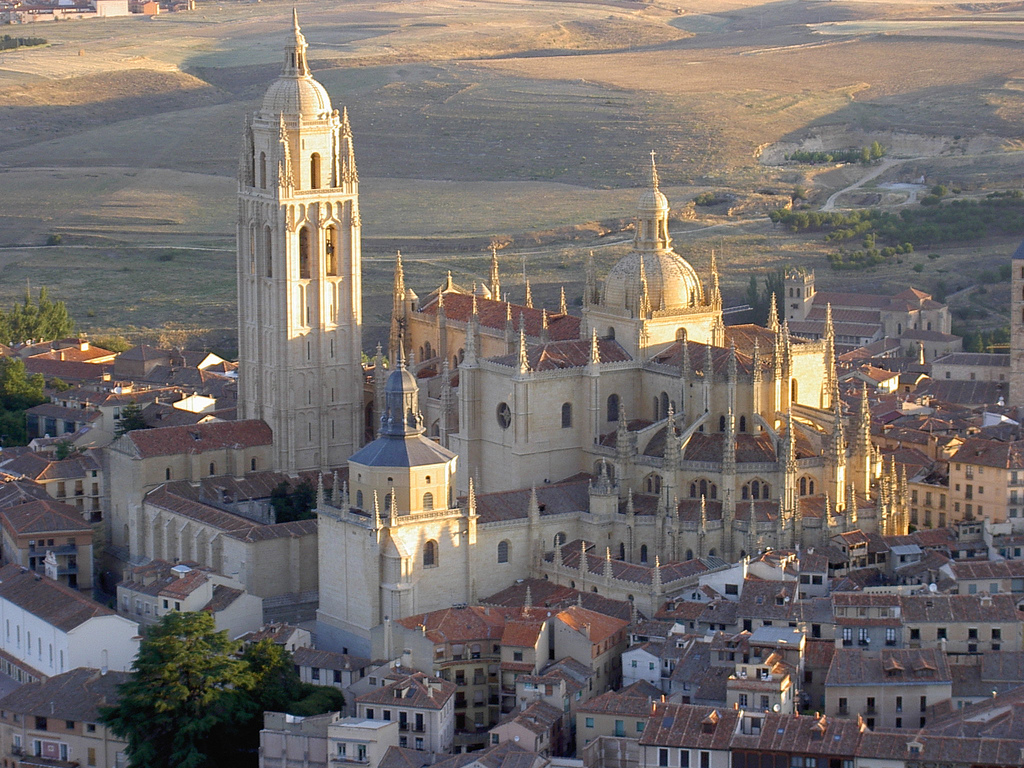
Kathedrale von Segovia

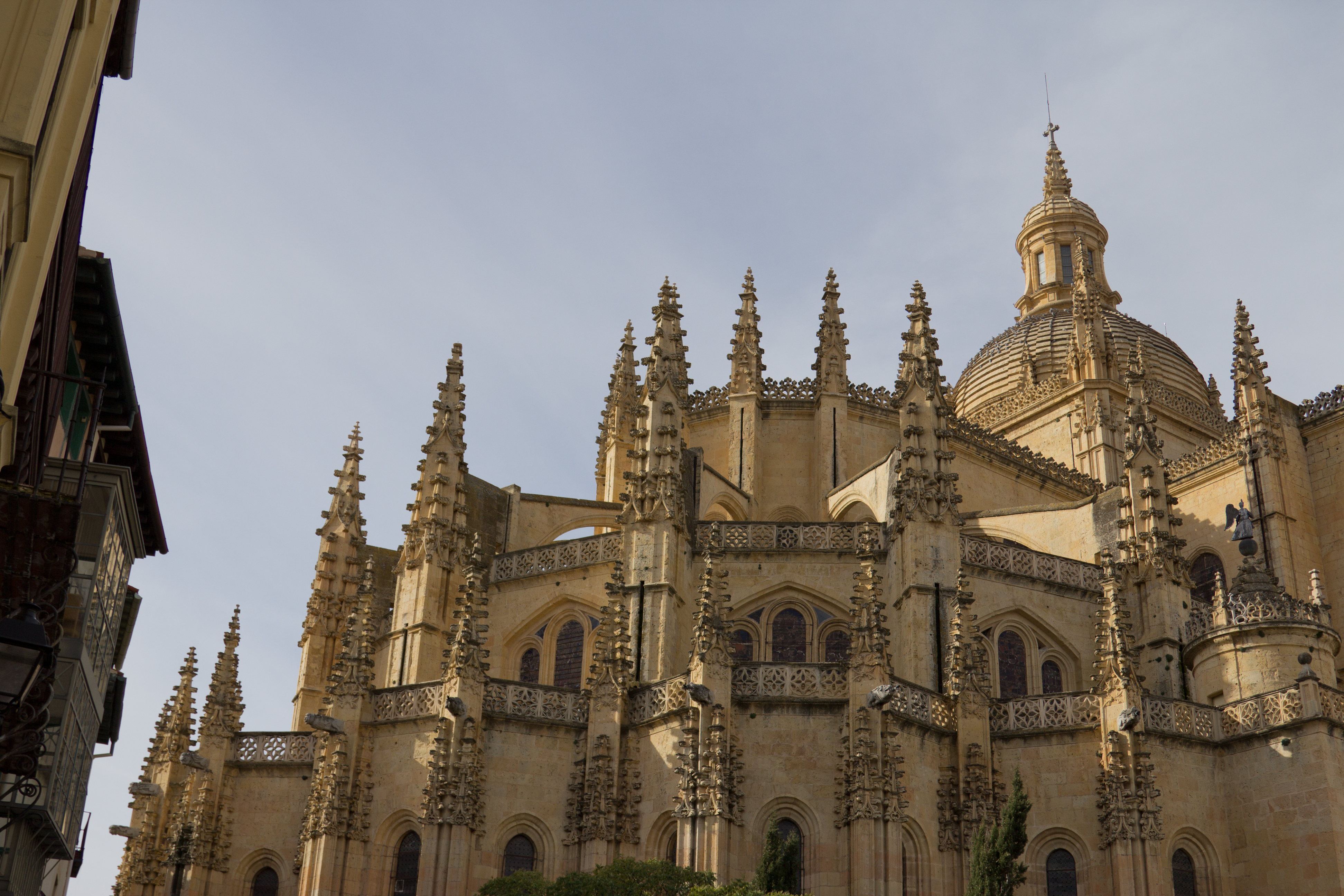
Chorraum

Vorgänger der heutigen Kathedrale war ein zur Zeit der Wiederbevölkerung Segovias unter Alfons VII. um 1140 begonnener Kirchenbau. Diese Marienkirche zeichnete sich als ein Baukomplex verschiedener Stilepochen aus.
Unter Karl V. besetzten im Zuge eines Volksaufstandes 1520 in Kastilien dessen Anhänger die alte Kathedrale und zerstörten sie. 1525 beschloss das Domkapitel einen Neubau nach Entwürfen des Architekten Juan Gil de Hontanón, des Baumeisters der neuen Kathedrale von Salamanca. Der Grundstein wurde am 8. Juli 1525 gelegt. Im August 1558 war das Gebäude bis zum Kreuzschiff errichtet und wurde als Kathedrale geweiht. Während der Bauzeit wurde der gotische Kreuzgang der alten Kathedrale aus dem 15. Jahrhundert abgetragen und an der neuen Kathedrale wiedererrichtet. Ebenso wurde das historische Chorgestühl in die neue Kathedrale integriert. 1563 wurde mit dem Bau der Capilla Mayor begonnen.
1614 wurde die große Turmspitze durch Blitzeinschlag zerstört. Sie war aus Mahagoniholz gefertigt, das aus Amerika importiert wurde, und mit feuervergoldetem Blei belegt. Durch den Brand wurden auch die Kathedraldecken beschädigt. Um 1620 erhielt der Turm bei einer Restaurierung seine heutige um 12 m Höhe reduzierte Form.
Endgültig geweiht wurde die Kathedrale im Jahre 1768. Sie ist 105 m lang und 50 m breit. Das Mittelschiff hat eine Höhe von 33 m. Der Turm misst 88 m.

## Ausstattung

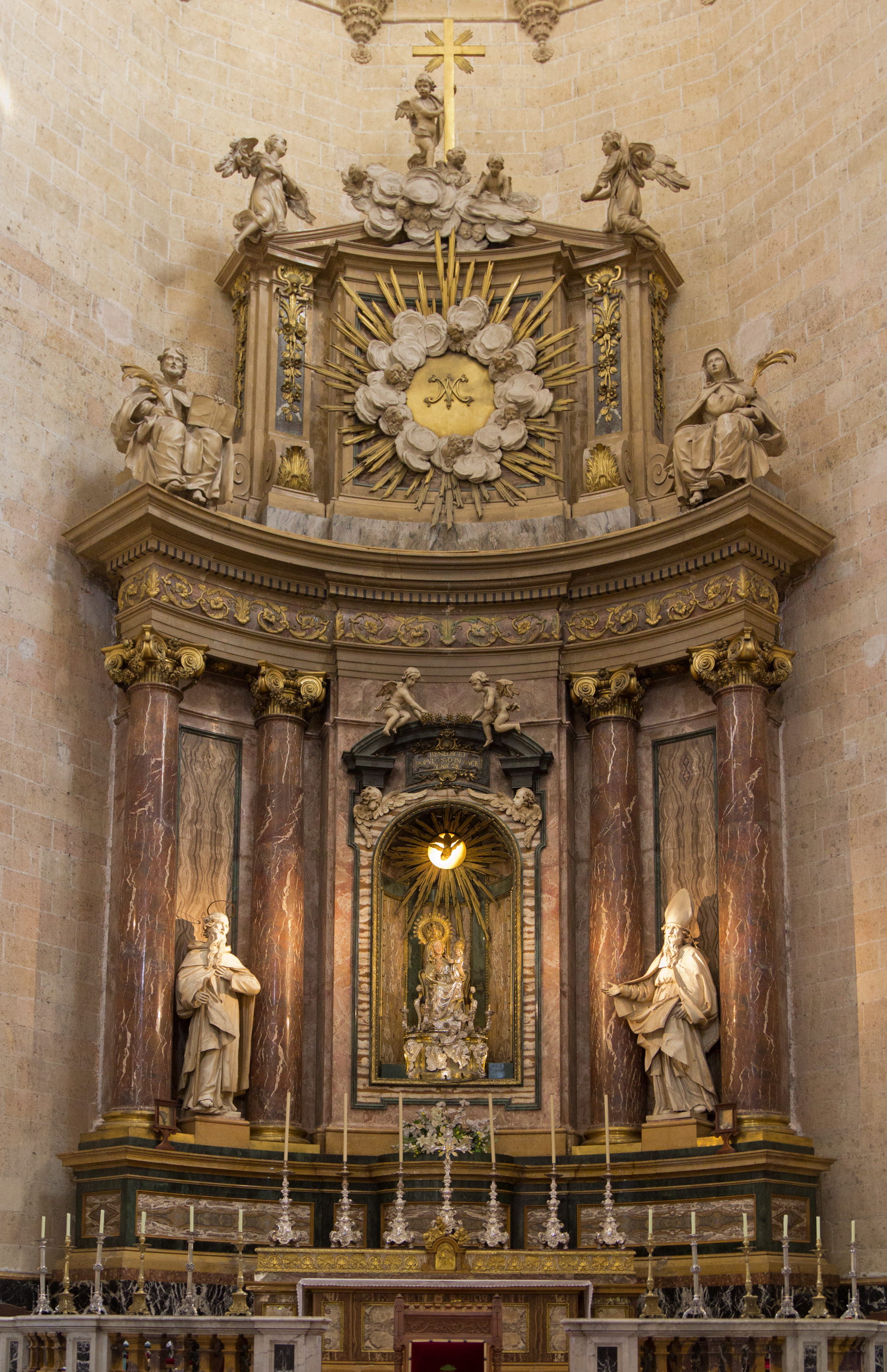
Altarretabel in der Chorkapelle

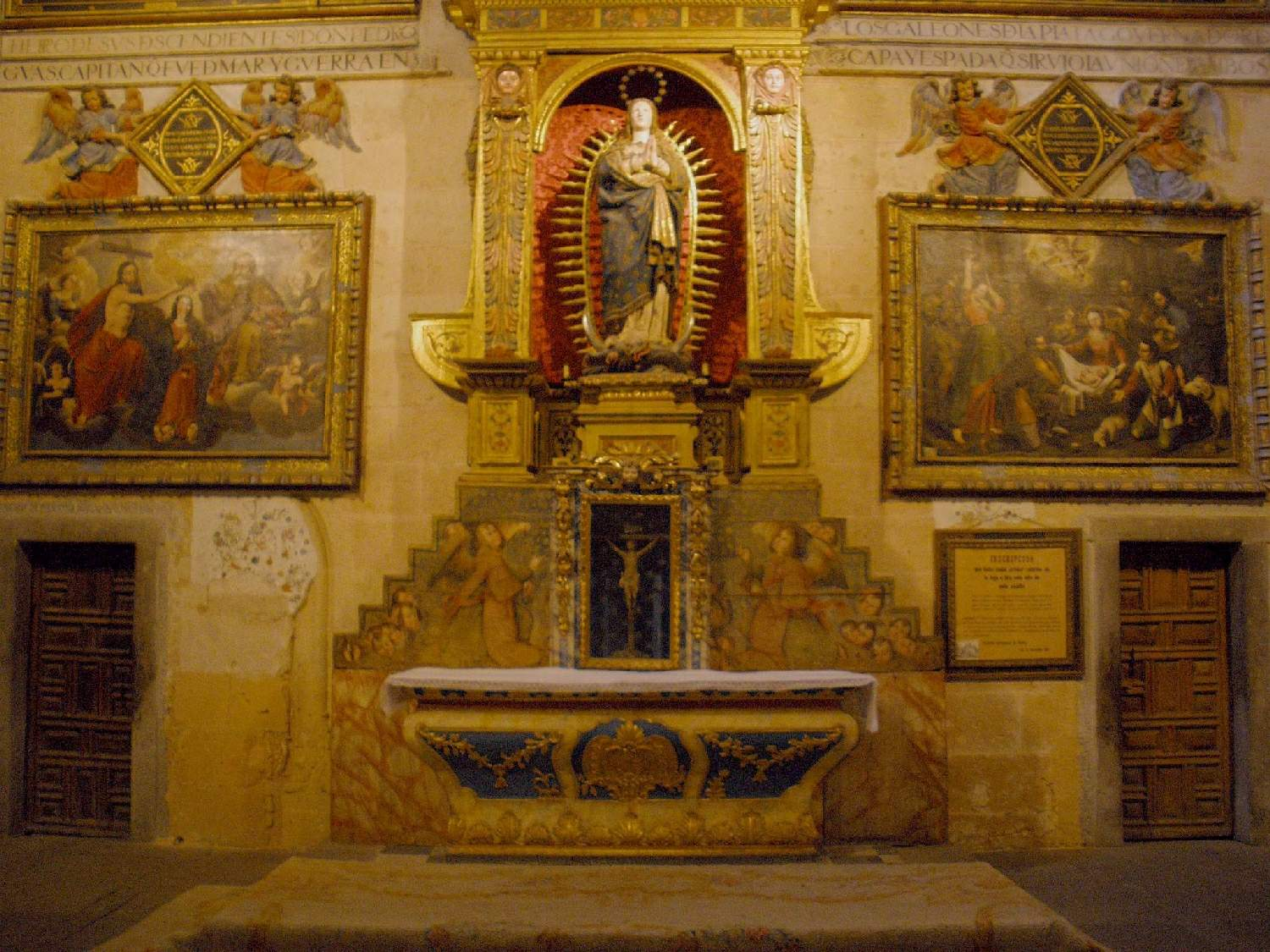
Bildwerk der Inmaculada Concepción in der gleichnamigen Kapelle (1621, Antonio de Herrera Barnuevo)

In der Kathedrale befinden sich etliche Ausstattungsgegenstände der ersten Kathedrale, insbesondere in den Seitenkapellen, die links und rechts an die Seitenschiffe anschließen. Hier finden sich bedeutende Malereien flämischer Maler aus dem 16. Jahrhundert sowie (insbesondere in der Capilla de la Concepcíon) einige Gemälde des Malers Ignacio de Ries aus Sevilla.
In der Chorkapelle hinter dem Chorraum befindet sich ein Marmoraltar mit Reliquien des hl. Frutos. Er wurde von dem Künstler Ventura Rodríguez für die Kapelle des Palastes von Riofrío entworfen, dort aber nie aufgestellt.
Im Chorbereich gegenüber dem Chorraum befindet sich ein Chorgestühl aus dem 15. Jahrhundert und in der Mitte ein Chorpult von Vasco de la Zarza. Die beiden Gitter des Chorbereichs und des gegenüber liegenden Chorraumes wurden 1733 von dem Künstler Elorza in Elgoibar geschmiedet.

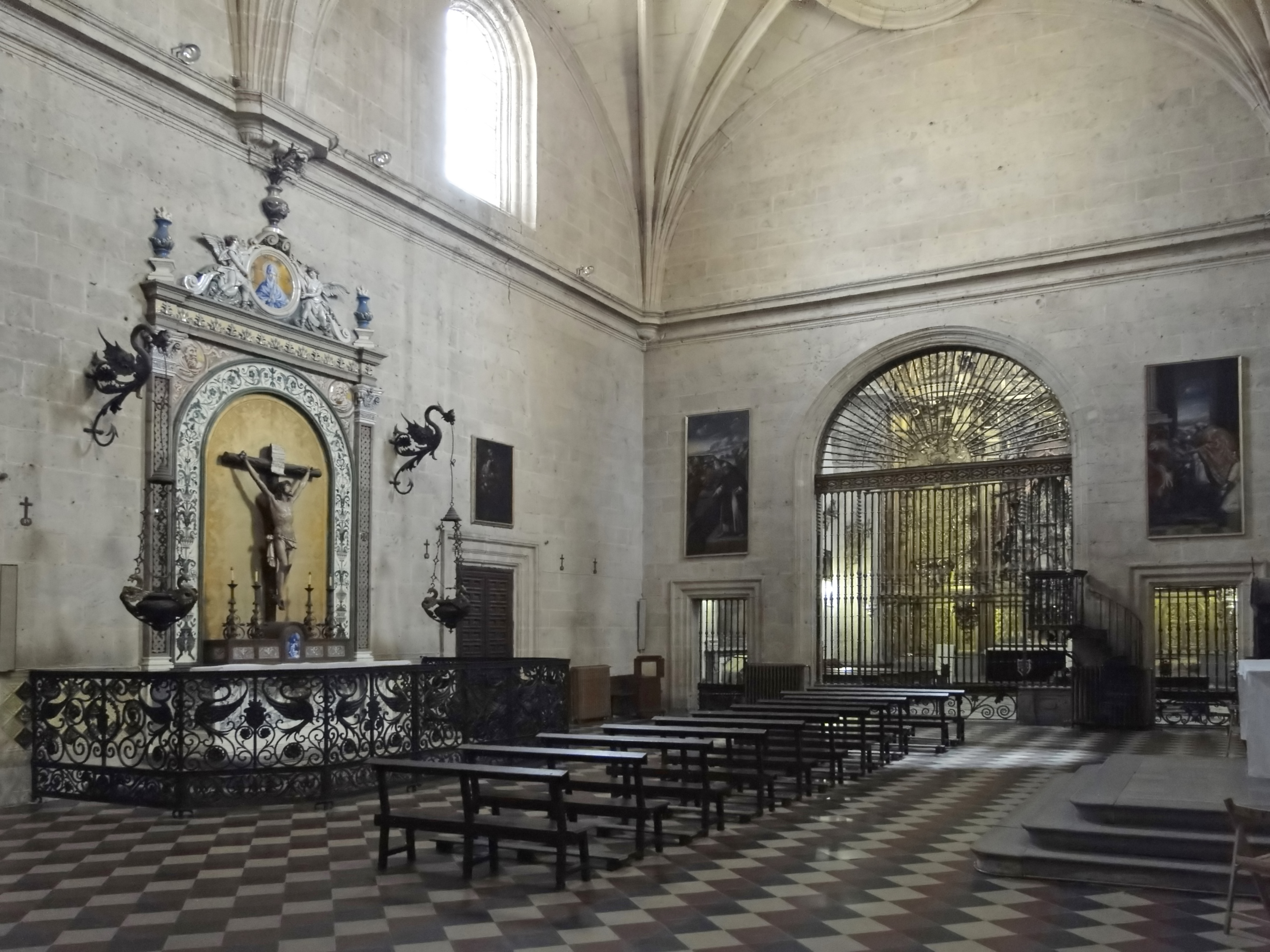
Sakramentskapelle
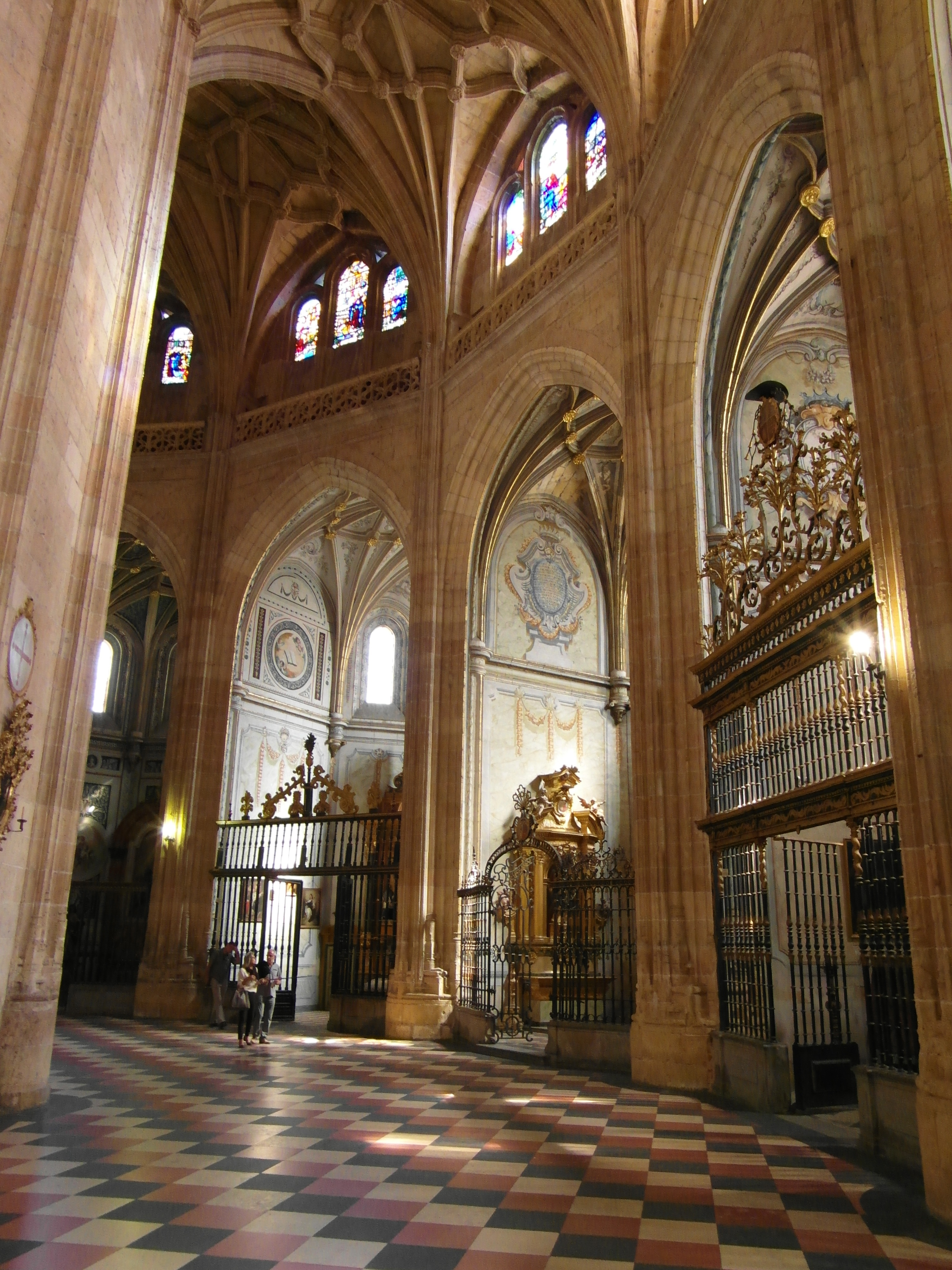
Blick in den Chorumgang
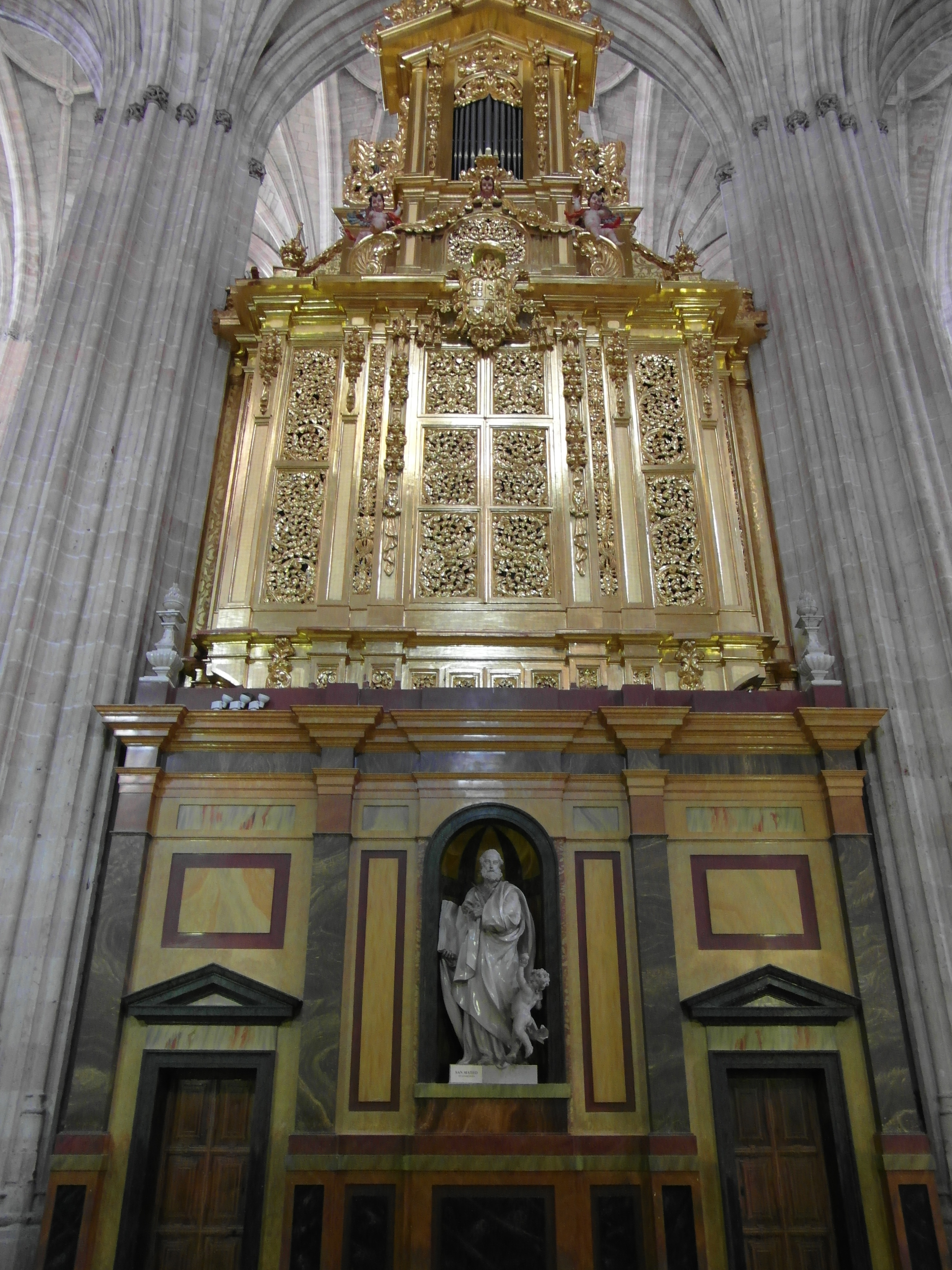
Blick auf die Rückseite einer der Chororgeln
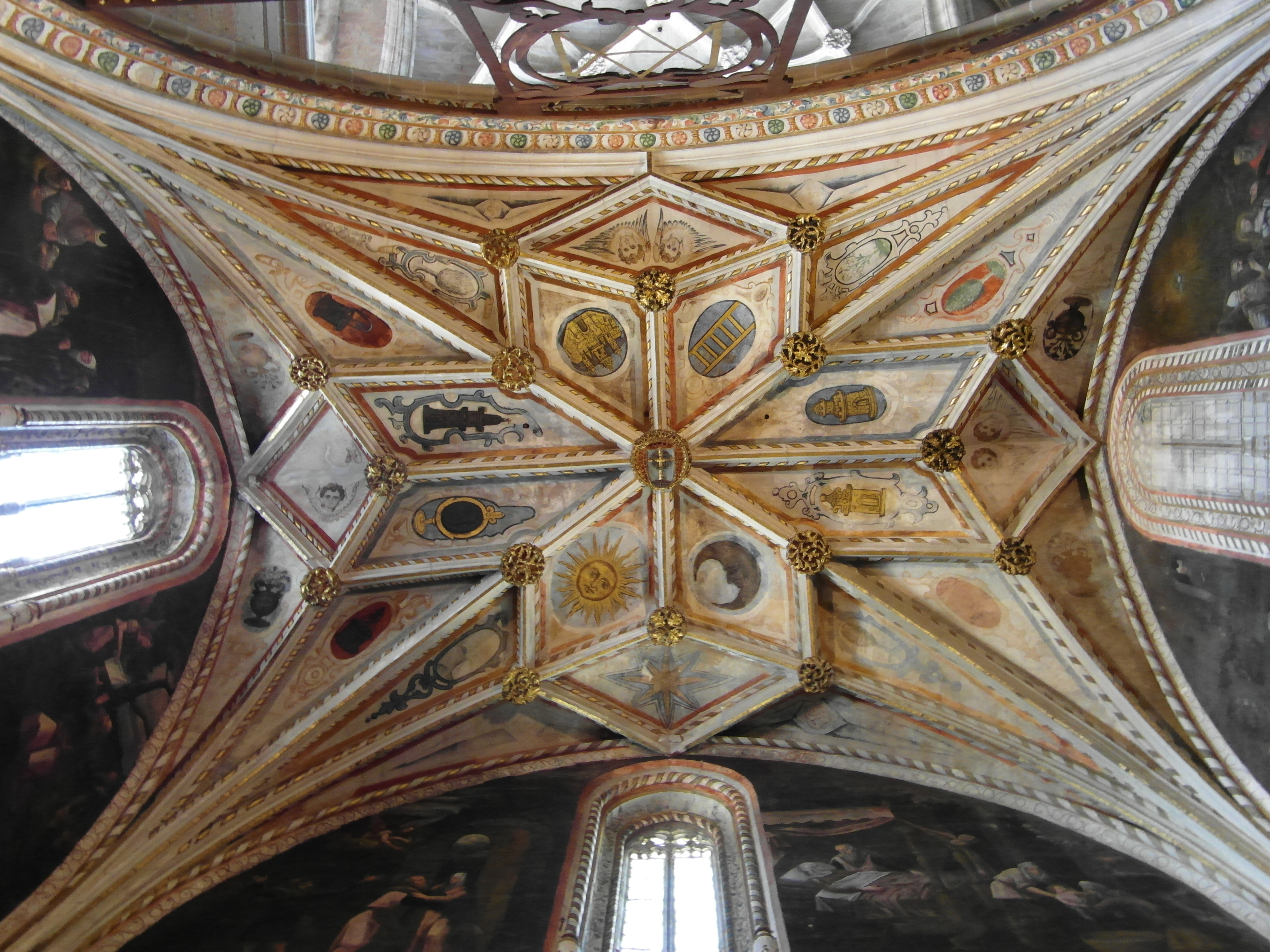
Ansicht der Deckengewölbe
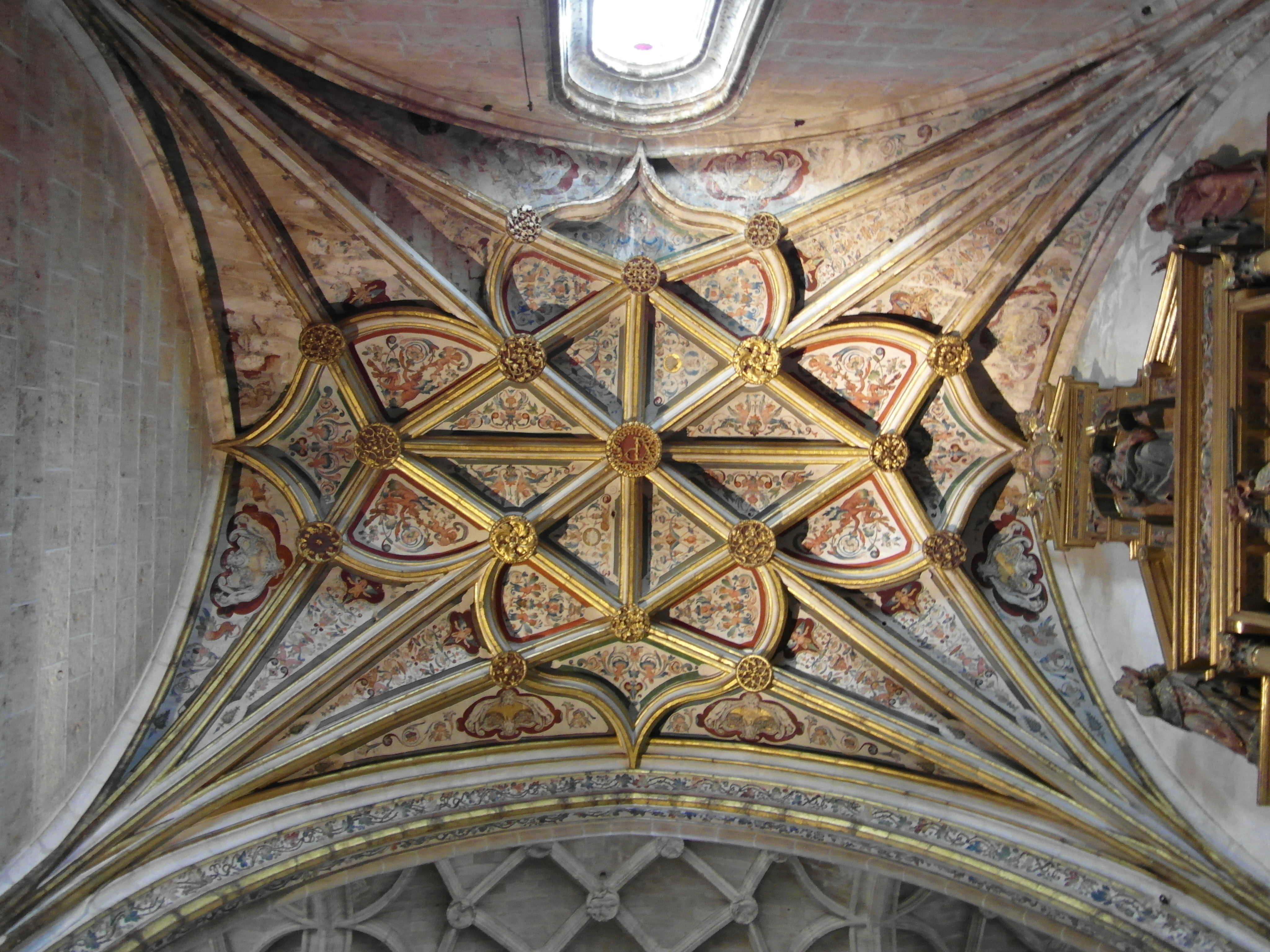
Deckengewölbe der Kathedrale
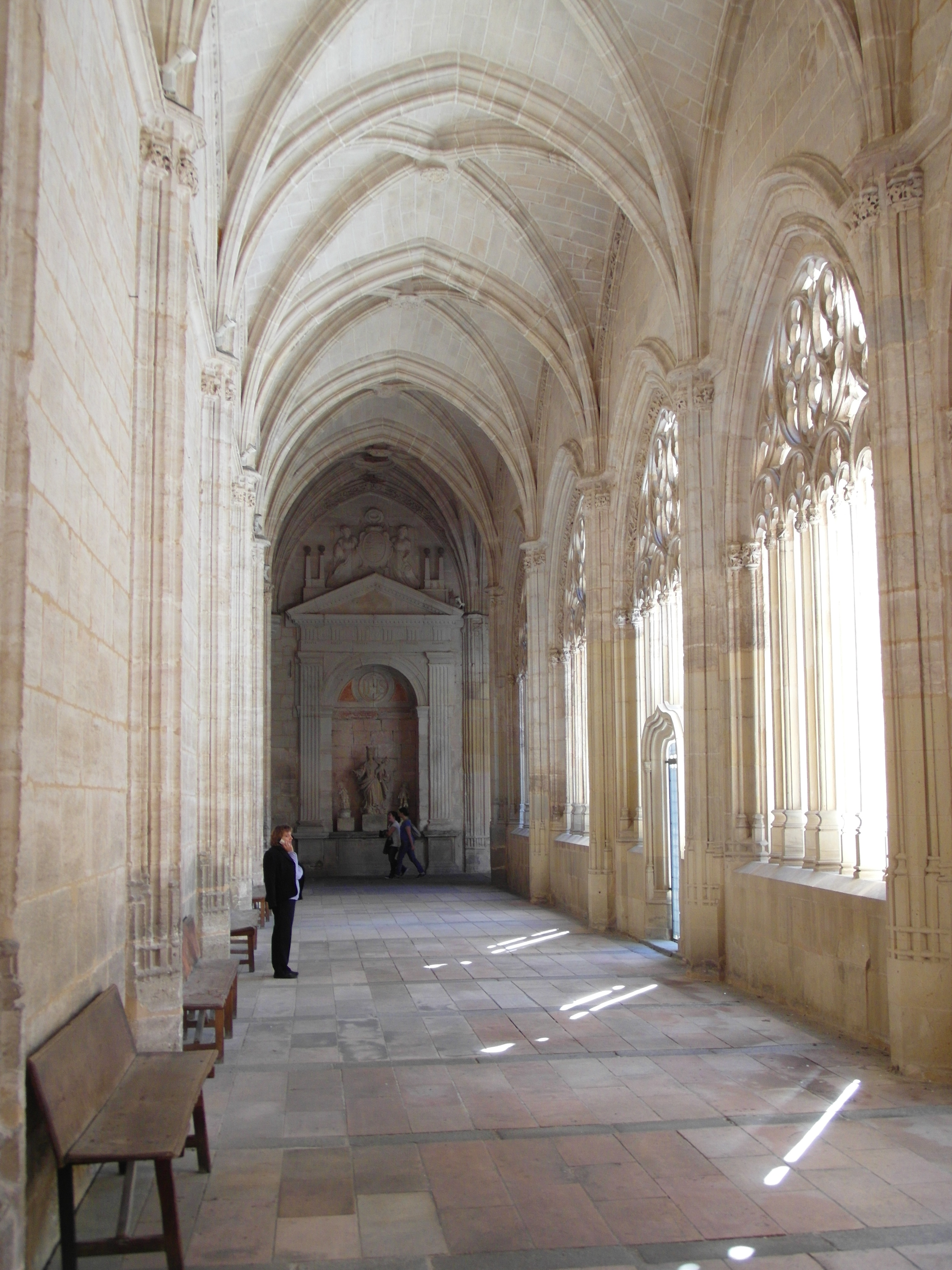
Blick in den Kreuzgang

### Orgeln

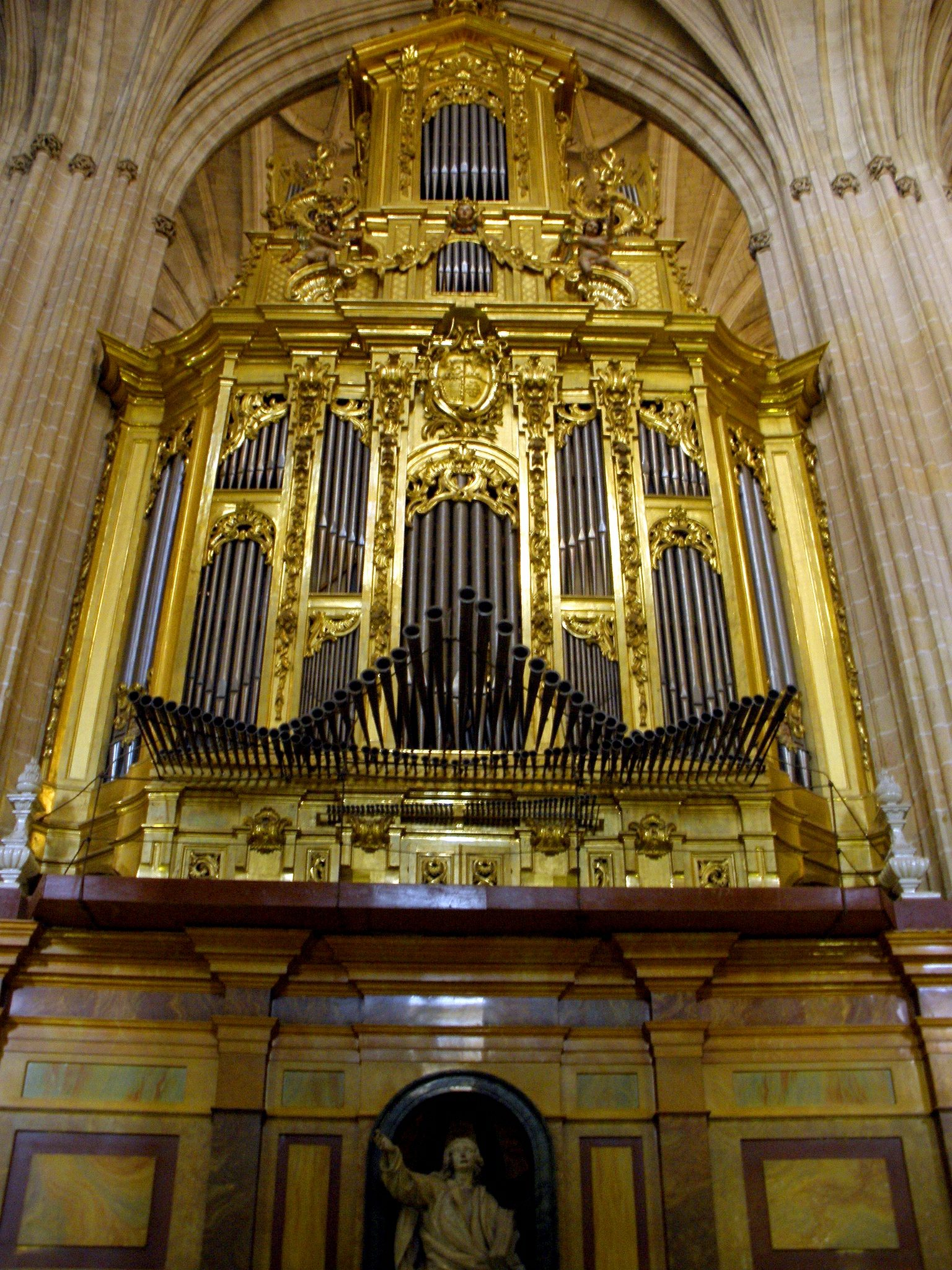
Blick auf den Orgelprospekt der Kathedrale

Die beiden Orgeln im Chorbereich, jeweils in den Nischen links und rechts einander gegenüberliegend, stammen aus dem 18. Jahrhundert.
Die Orgel auf der Epistelseite wurde 1702 durch den Orgelbauer Pedro de Liborna Echevarría errichtet. Im Laufe der Zeit wurde das Instrument mehrfach verändert, und zuletzt in den Jahren 2009–2011 umfassend restauriert. Die Orgel hat ein Manualwerk, dessen Register, wie bei vielen spanischen Orgeln, links und rechts des Spieltisches in Bass- und Diskantseite, sog. „mano izqierda“ (linke Hand) und „mano derecha“ (rechte Hand) angeordnet sind. Nicht alle Register sind durchgängig auf Bass- und Diskantseite erhalten.
| Manualwerk C–c3 |   |                |
| Dulzaina        | / | Dulzaina       |
| Bajoncillo      | / | Clarín         |
|                 | / | Clarín         |
| Flautado de 26  | / | Flautado de 26 |
| Flautado de 13  | / | Flautado de 13 |
| Octava          | / | Octava         |
| Tapadillo       | / | Tapadillo      |
| Docena          | / | Docena         |
| Nasardo en 12a  | / | Nasardo en 12a |
| Quincena        | / | Quincena       |
| Nazardo en 15a  | / | Nazardo en 15a |
| Decinovena      | / | Decinovena     |

| (Fortsetzung)        |   |                      |
| Sesquialtera (N.17a) | / | Sesquialtera (N.17a) |
| Nasardo en 19a       | / | Nasardo en 19a       |
| Churumbela II        | / |                      |
| Lleno III            | / | Lleno V              |
| Címbala IV           | / |                      |
| Clarón II            | / | Clarón V             |
| Corneta Magna III    | / | Corneta Clara VI     |
|                      | / | Corneta en Eco VI    |
|                      | / | Clarín de Eco        |
| Trompeta Real        | / | Trompeta Real        |
| Bajoncillo interior  | / | Trompeta Magna       |

| Pedalwerk C–c1       |
| Contras de 26        |
| Contras de Trompetas |
| Contras de 13        |